# Witold Rybarczyk

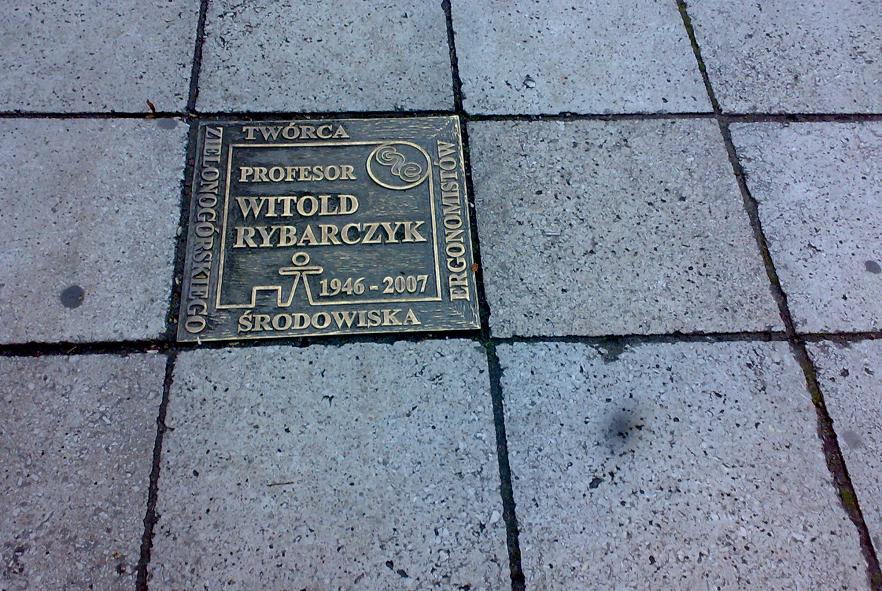
Zielona Góra – tablica ku czci Witolda Rybarczyka

Witold Andrzej Rybarczyk (ur. 24 lipca 1946 w Poznaniu, zm. 1 lutego 2007 w Zielonej Górze) – profesor doktor habilitowany, współtwórca ergonomii polskiej, wieloletni członek Zarządu Głównego Polskiego Towarzystwa Ergonomicznego, członek Komitetu Ergonomii przy Prezydium PAN, członek Komisji Ergonomii Poznańskiego Oddziału PAN oraz dyrektor Centrum Zastosowań Ergonomii w Zielonej Górze. Był także wydawcą kwartalnika Zastosowania Ergonomii.

## Życiorys
Studiował na Wydziale Matematyki, Fizyki i Chemii UAM oraz na Wydziale Technologii Drewna Akademii Rolniczej w Poznaniu. Tytuł profesora w zakresie drzewnictwa uzyskał w 2005. W swojej karierze naukowej zatrudniany był w różnych jednostkach uczelnianych w Poznaniu i Zielonej Górze. W 2006 przeszedł na emeryturę, ale jednocześnie wrócił na Wydział Mechaniczny Uniwersytetu Zielonogórskiego.
Prowadził intensywną działalność badawczo-wdrożeniową w przedmiocie swoich zainteresowań, w ramach założonego w 1990 Centrum Zastosowań Ergonomii w Zielonej Górze. Był autorem i współautorem 178 publikacji naukowych i ponad 300 wdrożeń w gospodarce narodowej, za co otrzymywał liczne odznaczenia branżowe i państwowe.

## Upamiętnienie
12 listopada 2008 przy budynku Muzeum Ziemi Lubuskiej w Zielonej Górze (ul. Niepodległości 15) odsłonięto tablicę pamiątkową ku czci Witolda Rybarczyka.